# 侯天悅
天悅（1983年3月10日—），本名侯天悅，中国內地浙江卫视男主持人。

## 生平
畢業於菏泽音乐学院，流浪幾年後在2007開始擔任浙江卫视《我爱记歌词》領唱。2010年11月正式與喜歡音樂唱片公司簽約。

## 作品

### 电视节目
- 2007年浙江卫视《我爱记歌词》
- 2008年浙江卫视《爱唱才会赢》
- 2009年浙江卫视《中国蓝歌会》
- 2009年浙江卫视《爽食行天下》
- 2009年浙江卫视《我是大评委》
- 2010年浙江卫视《世博美丽汇》
- 2010年浙江卫视《麦霸英雄会》
- 2011年浙江卫视《中国梦想秀》

### 影视作品
- 2009年《东方红1949》饰 孟建德
- 《兰花香》饰 二柱
- 《破局》饰 周律师
- 《爱的钟声》饰 林万勇
- 《不朽的时光》饰 方子阳
- 《梦想新生活》饰 夏建坤
- 2014年《凤游龙门》饰 樊树章
- 2014年《新济公活佛之广亮大仙》饰 齐东华
- 《大国船梦》饰 李印夏
- 《天天有喜2》饰 陈大方
- 2016年《爆笑满屋》(網絡劇)

### 音乐作品
- 2011年1月5日 个人單曲《不痛不痛快》
- 2011年11月28日 个人單曲《简单爱你》

### 代言
- 2011年 - 敏泉品牌 (與思绮為共同代言人)